# City TV
City TV je bulharská kabelová a satelitní hudební televize a digitální rozhlas hrající aktuální hity. Spuštěna byla v říjnu 2005 jako sesterská stanice Radio City.
V Česku je ji možné sledovat přes družici společnosti Telenor Thor 3, nacházející se v blízkosti družice Intelsat 1002, která je používaná digitální satelitní televizí DigiTV.
Technické parametry City TV: 12.169 GHz/H City TV MPEG-2 28000 512/640.